# Borovicovité
Borovicovité (Pinaceae) je čeleď řádu borovicotvarých z třídy jehličnanů. Nejčastěji se dělí na čtyři podčeledě, obsahuje 11 rodů a 232 druhů, což z ní dělá druhově nejpočetnější čeleď jehličnanů a ekologicky i ekonomicky nejvýznamnější skupinu nahosemenných rostlin.

## Popis
Jsou to nejčastěji stromy vysokého vzrůstu (douglaska až 100 m, následována smrkem sitkou), výjimečně keře (např. borovice kleč), obvykle vždyzelené, vzácně opadavé (modřín a pamodřín). Borka je u některých druhů hladká (např. jedle), u jiných šupinovitě odlupčivá (smrk) nebo silně zbrázděná (borovice, modřín, douglaska). Jednožilné jehlice, umístěné na brachyblastech buď jednotlivě nebo ve svazečcích po 2-8, bývají rozdílné délky od 0,5 cm (smrk sibiřský) až po 30 cm (borovice Jeffreyova).
Samčí i samičí rozmnožovací orgány jsou na jednom stromě, jsou to tedy jednodomé dřeviny; opylovány jsou anemogamně. Šupiny šištic jsou umístěny ve šroubovici. V samčí šištici mají šupiny na spodní straně 2 mikrosporangia, jejich pylová zrna mají často 2 vzdušné vaky. Samičí šištice se skládají ze semenných (se 2 vajíčky) a podpůrných šupin, volných, mnohdy těžko rozlišitelných, při dozrávání semen šupiny dřevnatí. Šišky se semeny zrají obvykle 1 (většina druhů), 2 nebo 3 roky (některé borovice), jsou buď ve zralosti nerozpadavé a ze stromů opadávají v celku (borovice, smrk) nebo rozpadavé přímo na stromě (jedle). Ve zralosti se otevírají a vypouští semena, která jsou většinou okřídlená, šíří se větrem nebo je roznášejí živočichové. Šišky některých druhů (např. borovice banksova) zůstávají uzavřené mnoho let, než nastanou vhodné podmínky pro vysemenění, např. po požárech. Semeno klíčí 2 až 18 děložními lístky.
Ve schizogenních kanálcích jehlic v exkrečních (vylučovacích) dutinkách kmenů jsou silice a pryskyřice. Hlavními složkami silic jsou monoterpenické uhlovodíky α-pinen, β-pinen, limonen a další, alkoholy, např. borneol a estery. Další látky, jako stilbeny (hlavně pinosylvin), jsou obsaženy ve dřevě a třísloviny v kůře.
Některé druhy borovicovitých patří mezi velmi dlouhověké dřeviny, severoamerická borovice Pinus longaeva je se stářím přibližně 4800 let považována za nejstarší žijící strom vůbec.

## Rozšíření
Osídlují velkou část severní polokoule, kde tvoří často významnou složku místních ekosystémů. Na jižní polokouli zasahuje pouze jediný druh (Pinus merkusii na Sumatře), jinak se jedná o výhradní obyvatele kontinentů na sever od rovníku, a to včetně fosilních záznamů. Dominantními druhy jsou zejména v severských lesích holoarktické oblasti, významně jsou přimíšeny i v temperátních lesích mírného pásu, kde jsou zároveň masivně pěstovány (smrkové monokultury aj.). V horách vystupují zpravidla do větších výšek než listnáče, tvoří hranici lesa. V tropickém a subtropickém podnebném pásu rostou převážně jen v horách.
Centrem druhové diverzity čeledi je Severní Amerika a východní Asie.

## Evoluce a taxonomie
Podle metody molekulárního datování se vznik čeledi borovicovitých odhaduje do období časné jury v Laurasii; od počátku tvoří monofyletickou skupinu dobře odlišenou od ostatních jehličnanů. Její vnitřní diverzifikace na jednotlivé podčeledi a rody se děla v období střední jury až spodní křídy, a to nejprve na větev směřující k podčeledi Abietoideae a na druhou ke všem ostatním. Do konce křídy bylo asi dokončeno vydělení všech recentních rodů včetně obou podrodů borovice Pinus a Strobus. Další diverzifikace v rámci rodů pak probíhaly zhruba od pomezí paleogénu a neogénu asi před 25 miliony let.
Přítomnost zástupců všech 11 rodů čeledi, včetně čtyř endemických (Cathaya, Nothotsuga, Keteleeria, Pseudolarix) na území jižní Číny by opravňovala k hypotéze, že právě oblast jihovýchodní Asie může být jejím genetickým vývojovým centrem; uvažuje se však i o severoamerickém původu čeledi.

### Taxonomický přehled recentních rodů
Většina zdrojů uvádí pro čeleď 11 recentních zástupců, zřídka bývá rozlišován ještě monotypický rod Hesperopeuce, jinak považovaný za druh jedlovce (Tsuga mertensiana).

#### Podčeleďjedlové(Abietoideae) Rich. ex Sweet, 1826
Šišky bez vnějšího hrotu ("pupku"), šupiny s úzkou bází, vějířovitě rozšířené. Semena s pryskyřičnými puchýřky, svazky průduchů jsou zanořené pod úroveň pokožky.
- rod jedle (Abies) Mill, 1754; 40-50 druhů, převážně horské oblasti mírného a subtropického pásu, některé druhy i v boreálních lesích Asie a Sev. Ameriky
- rod Keteleeria Carrière, 1866; 3 druhy, východní Asie (Čína)
- rod jedlovec (Tsuga) (Endl.) Carrière, 185?; 8-10 druhů, lesy Severní Ameriky a východní Asie
- rod pamodřín (Pseudolarix) Gordon, 1858; 1 druh, jihovýchodní Čína
- rod cedr (Cedrus) Trew., 1755; 3-5 druhů, Středomoří, Himálaj
- rod pajedlovec (Nothotsuga) H. H. Hu ex C. N. Page, 1989; monotypický rod, Čína

#### Podčeleďmodřínové(Laricoideae) Pilger et Melchior, XX
Šišky bez vnějšího hrotu ("pupku"), šupiny s širokou bází, semena bez pryskyřičných puchýřků, svazky průduchů jsou zanořené pod úroveň pokožky.
- rod modřín (Larix) Mill., 1754; 10-14 druhů, temperátní oblasti Eurasie a Ameriky, Sibiř
- rod douglaska (Pseudotsuga) Carrière, 1867; 5-7 druhů, lesy Severní Ameriky a východní Asie
- rod Cathaya Chun et Kuang, 1962; monotypický rod reliktní v Číně

#### Podčeleďsmrkové(Piceoideae) Frankis,
Šišky bez vnějšího hrotu ("pupku"), šupiny s širokou bází, semena bez pryskyřičných puchýřků. Průduchy jsou na povrchu listu, po obou stranách.
- rod smrk (Picea) A. Dietr., 1824; 35-40 druhů, cirkumpolární rozšíření s těžištěm v chladném až mírném pásu na kontinentech severní polokoule

#### Podčeleďborovicové(Pinoideae) Frankis
Šišky s vnějším hrotem, někdy ostře špičatým. Šupiny s širokou bází, semena bez pryskyřičných puchýřků. Průduchy jsou na povrchu listu, po obou stranách.
- rod borovice (Pinus) L., 1753, 2 podrody, 105-125 druhů, všechny kontinenty až k rovníkovým oblastem

### Fylogenetický strom
Fylogenetické vztahy mezi jednotlivými skupinami podle studií chloroplastových genomů (2010) lze zobrazit následujícím fylogenetickým stromem; o přesné struktuře čeledi a přesném postavení jejích kladů však doposud nepanuje úplná shoda: např. rod Cedrus byl některými studiemi označen za bazální klad celé čeledi, sesterský ke všem ostatním, rod Cathaya byl řazen jak do blízkosti borovice (podčeleď Pinoideae), tak do podčeledi Laricoideae nebo do sesterské pozice k smrku.
|  | Cedrus                                               |
|  |                                                      |
|  | \| \| Abies \| \| \| \| \| \| Keteleeria \| \| \| \| |
|  |                                                      |
|  | Abies                                                |
|  |                                                      |
|  | Keteleeria                                           |
|  |                                                      |

|  | Abies      |
|  |            |
|  | Keteleeria |
|  |            |

|  | Larix       |
|  |             |
|  | Pseudotsuga |
|  |             |

|           | Cathaya                                           |
|           |                                                   |
| Pinoideae | \| \| Pinus \| \| \| \| \| \| Strobus \| \| \| \| |
|           | \| \| Pinus \| \| \| \| \| \| Strobus \| \| \| \| |
|           | Pinus                                             |
|           |                                                   |
|           | Strobus                                           |
|           |                                                   |

|  | Pinus   |
|  |         |
|  | Strobus |
|  |         |

|           | Cathaya                                           |
|           |                                                   |
| Pinoideae | \| \| Pinus \| \| \| \| \| \| Strobus \| \| \| \| |
|           | \| \| Pinus \| \| \| \| \| \| Strobus \| \| \| \| |
|           | Pinus                                             |
|           |                                                   |
|           | Strobus                                           |
|           |                                                   |

|  | Pinus   |
|  |         |
|  | Strobus |
|  |         |

|  | Larix       |
|  |             |
|  | Pseudotsuga |
|  |             |

|           | Cathaya                                           |
|           |                                                   |
| Pinoideae | \| \| Pinus \| \| \| \| \| \| Strobus \| \| \| \| |
|           | \| \| Pinus \| \| \| \| \| \| Strobus \| \| \| \| |
|           | Pinus                                             |
|           |                                                   |
|           | Strobus                                           |
|           |                                                   |

|  | Pinus   |
|  |         |
|  | Strobus |
|  |         |

|           | Cathaya                                           |
|           |                                                   |
| Pinoideae | \| \| Pinus \| \| \| \| \| \| Strobus \| \| \| \| |
|           | \| \| Pinus \| \| \| \| \| \| Strobus \| \| \| \| |
|           | Pinus                                             |
|           |                                                   |
|           | Strobus                                           |
|           |                                                   |

|  | Pinus   |
|  |         |
|  | Strobus |
|  |         |

|  | Cedrus                                               |
|  |                                                      |
|  | \| \| Abies \| \| \| \| \| \| Keteleeria \| \| \| \| |
|  |                                                      |
|  | Abies                                                |
|  |                                                      |
|  | Keteleeria                                           |
|  |                                                      |

|  | Abies      |
|  |            |
|  | Keteleeria |
|  |            |

|  | Larix       |
|  |             |
|  | Pseudotsuga |
|  |             |

|           | Cathaya                                           |
|           |                                                   |
| Pinoideae | \| \| Pinus \| \| \| \| \| \| Strobus \| \| \| \| |
|           | \| \| Pinus \| \| \| \| \| \| Strobus \| \| \| \| |
|           | Pinus                                             |
|           |                                                   |
|           | Strobus                                           |
|           |                                                   |

|  | Pinus   |
|  |         |
|  | Strobus |
|  |         |

|           | Cathaya                                           |
|           |                                                   |
| Pinoideae | \| \| Pinus \| \| \| \| \| \| Strobus \| \| \| \| |
|           | \| \| Pinus \| \| \| \| \| \| Strobus \| \| \| \| |
|           | Pinus                                             |
|           |                                                   |
|           | Strobus                                           |
|           |                                                   |

|  | Pinus   |
|  |         |
|  | Strobus |
|  |         |

|  | Larix       |
|  |             |
|  | Pseudotsuga |
|  |             |

|           | Cathaya                                           |
|           |                                                   |
| Pinoideae | \| \| Pinus \| \| \| \| \| \| Strobus \| \| \| \| |
|           | \| \| Pinus \| \| \| \| \| \| Strobus \| \| \| \| |
|           | Pinus                                             |
|           |                                                   |
|           | Strobus                                           |
|           |                                                   |

|  | Pinus   |
|  |         |
|  | Strobus |
|  |         |

|           | Cathaya                                           |
|           |                                                   |
| Pinoideae | \| \| Pinus \| \| \| \| \| \| Strobus \| \| \| \| |
|           | \| \| Pinus \| \| \| \| \| \| Strobus \| \| \| \| |
|           | Pinus                                             |
|           |                                                   |
|           | Strobus                                           |
|           |                                                   |

|  | Pinus   |
|  |         |
|  | Strobus |
|  |         |

### Galerie

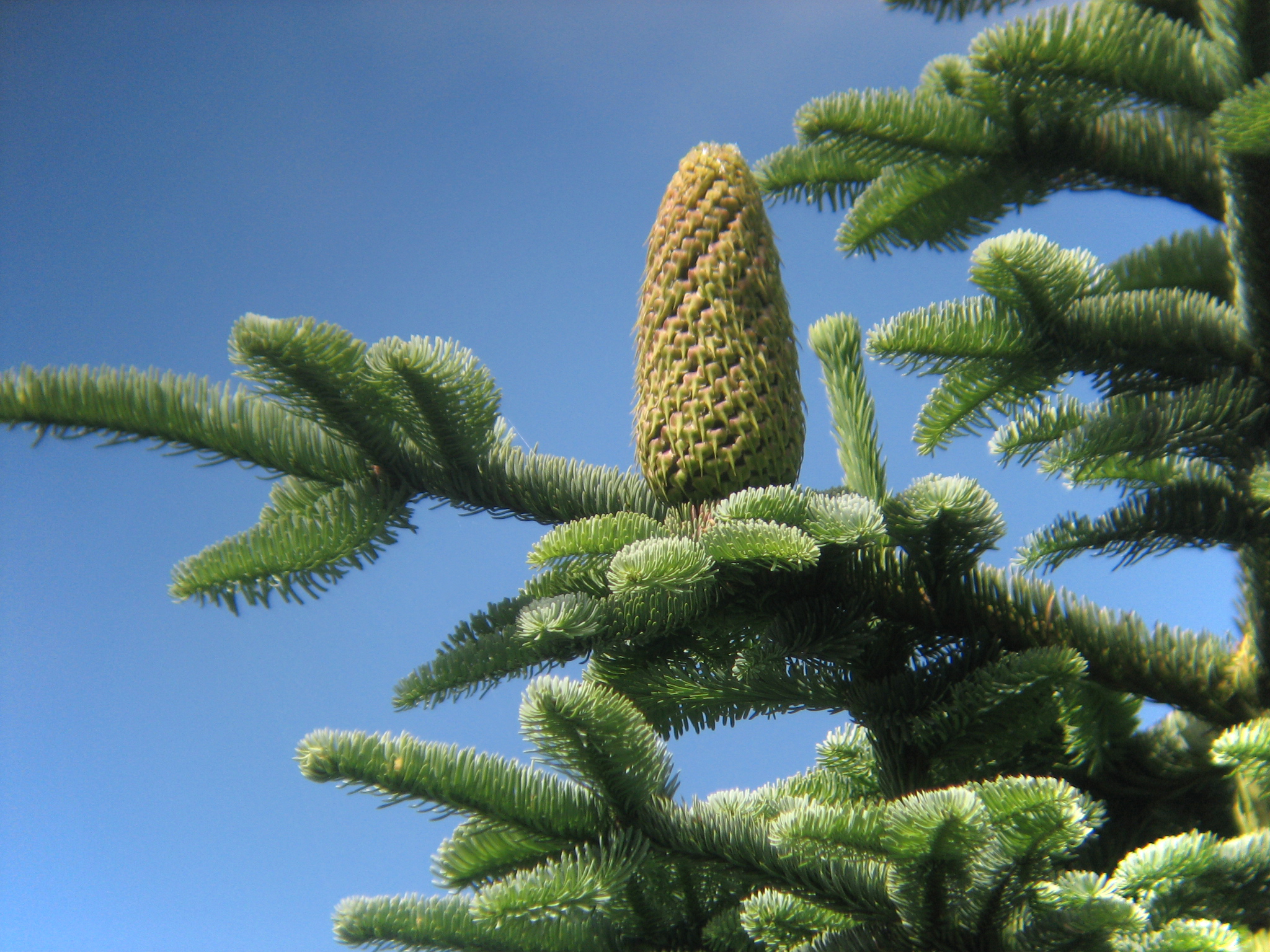
Jedle (Abies procera)
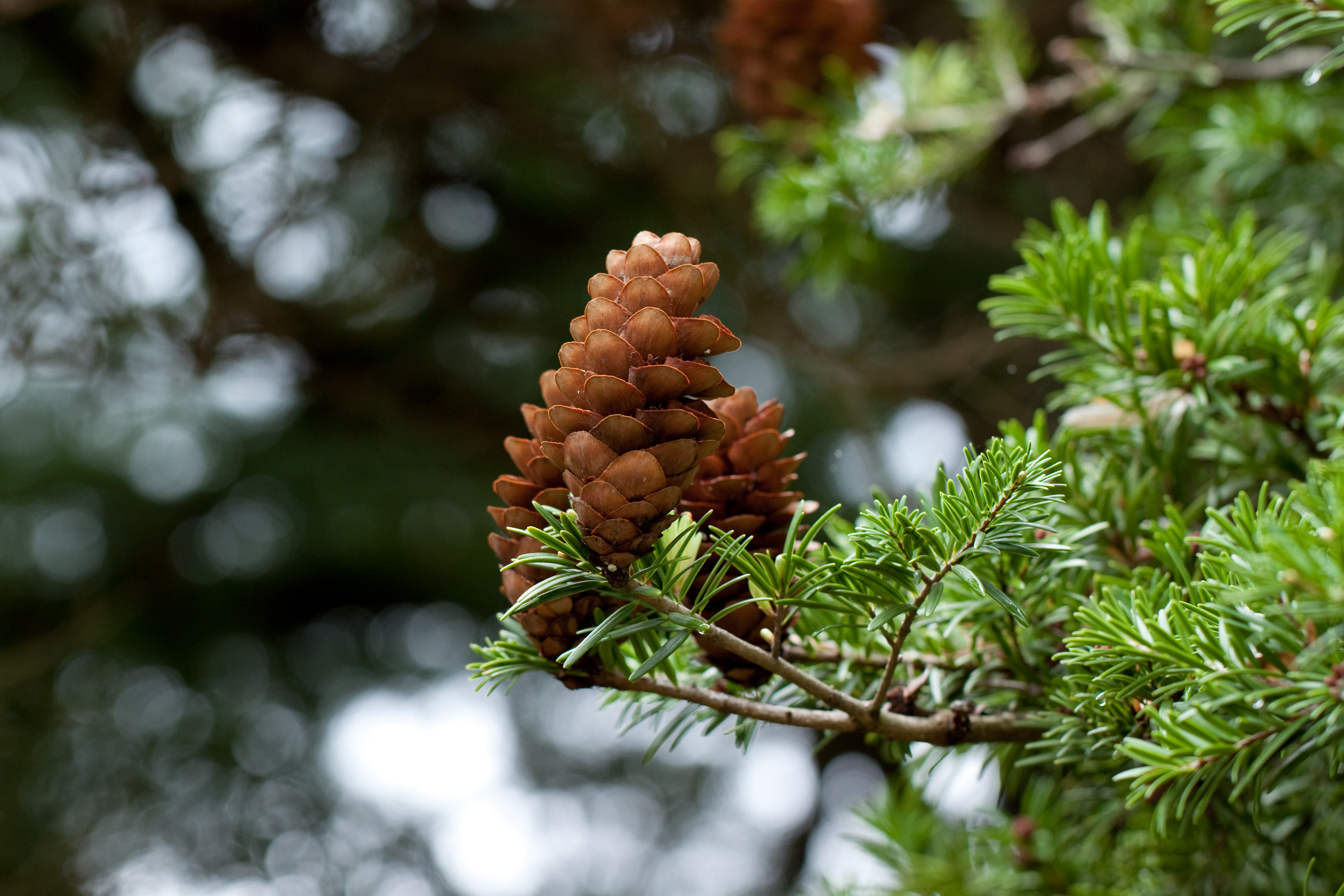
Ketelerka (Keteleeria davidiana)
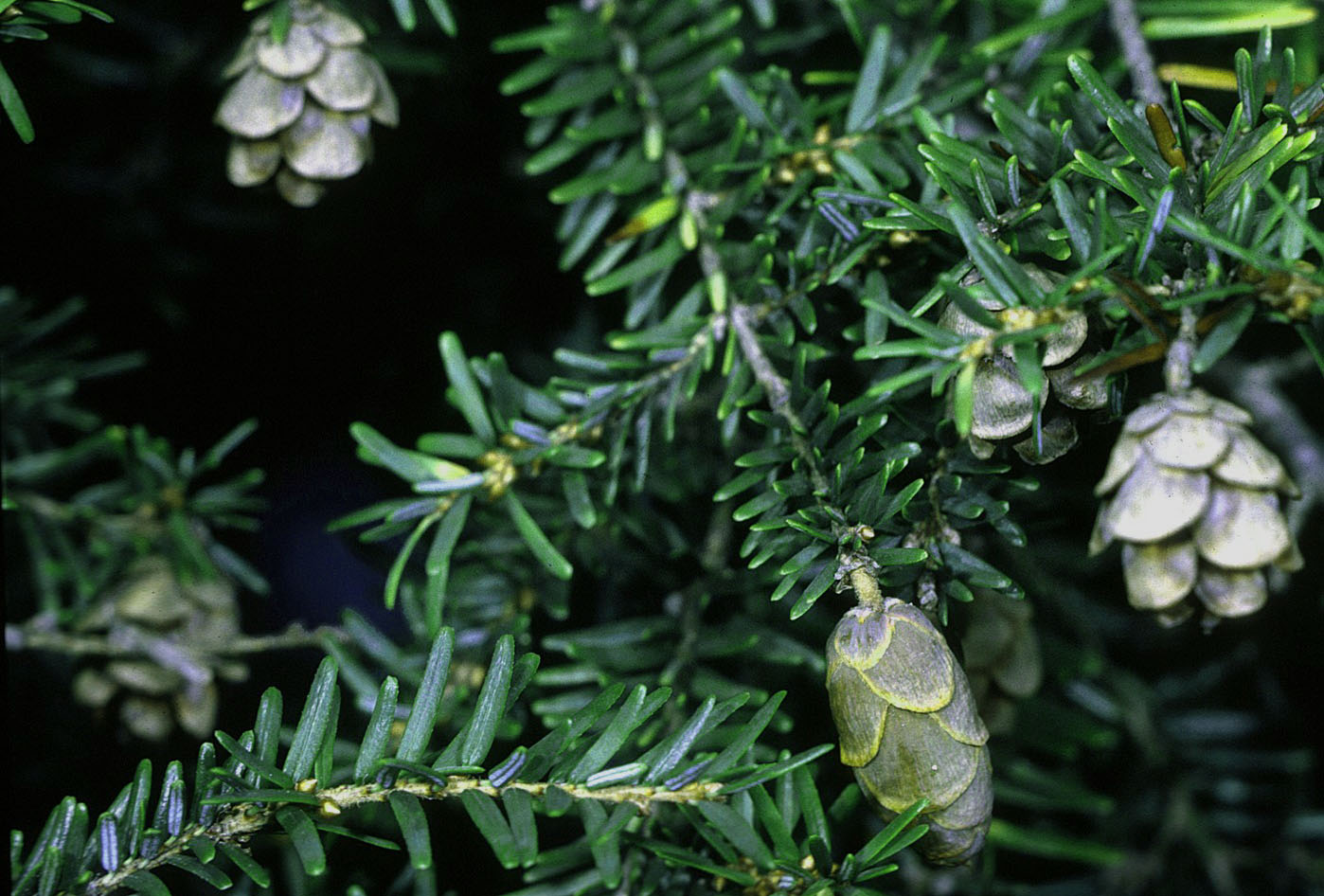
Jedlovec (Tsuga canadensis)
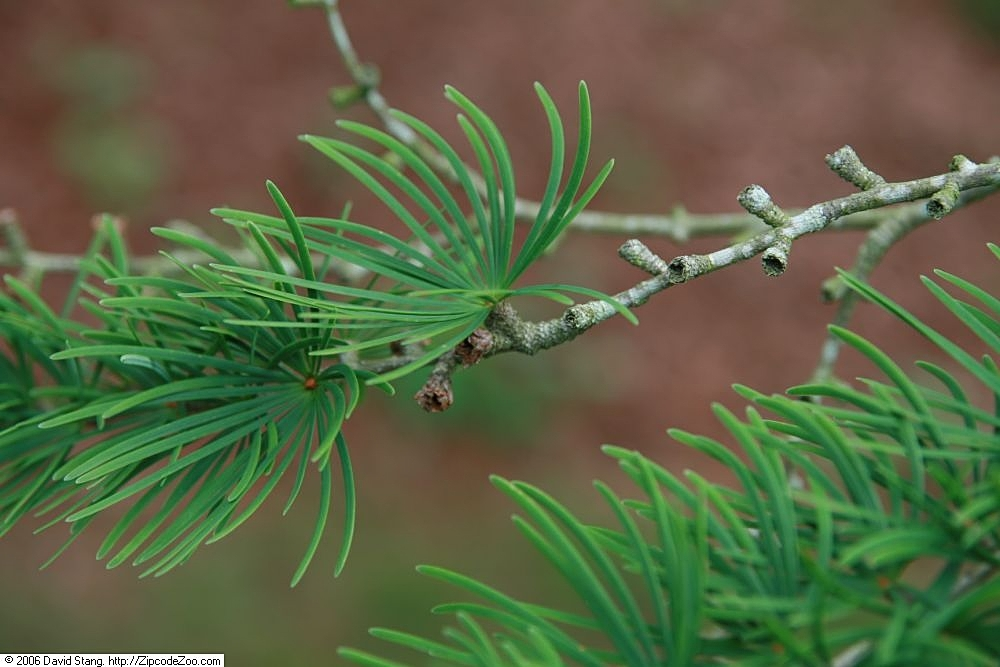
Pamodřín (Pseudolarix kaempferi)
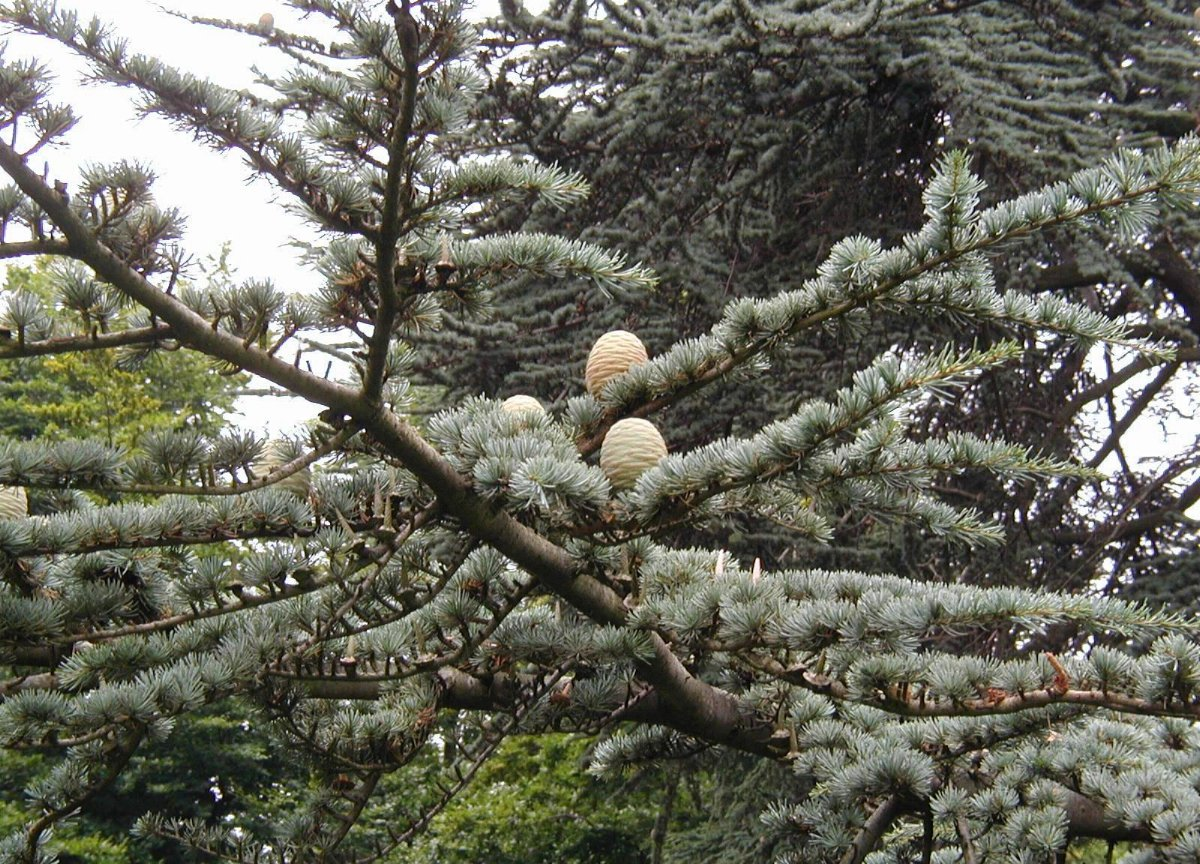
Cedr (Cedrus atlantica)
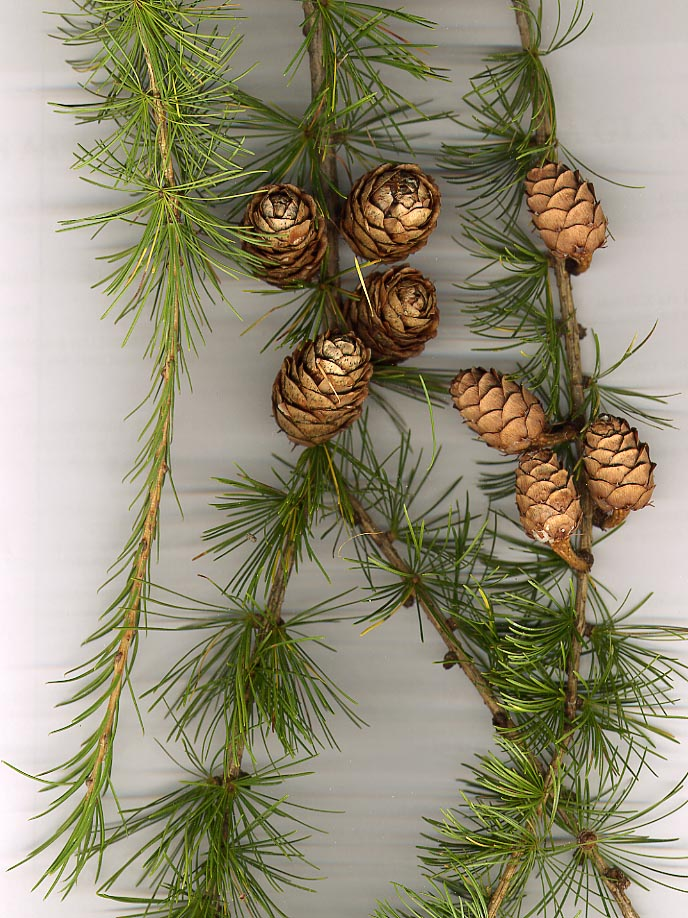
Modřín opadavý (Larix decidua)
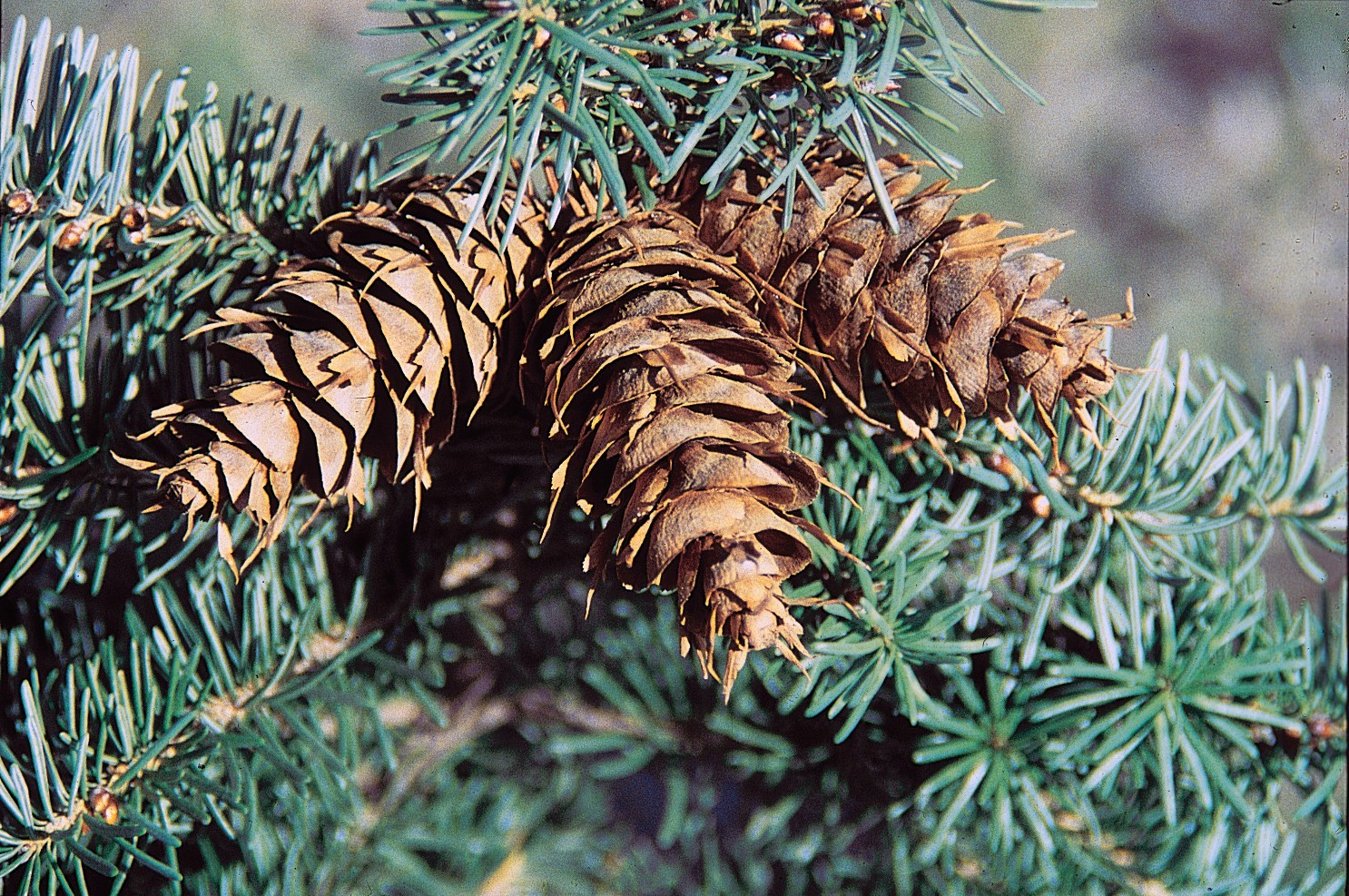
Douglaska (Pseudotsuga menziesii)
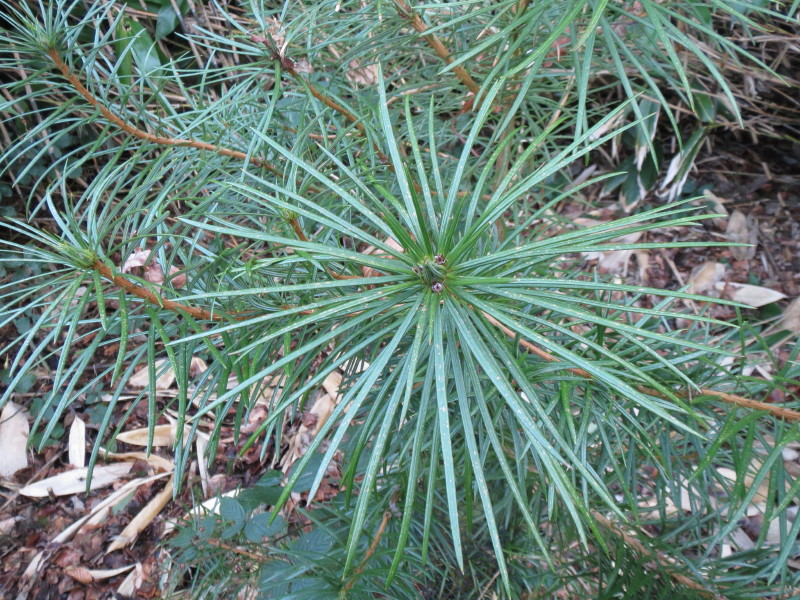
Cathaya
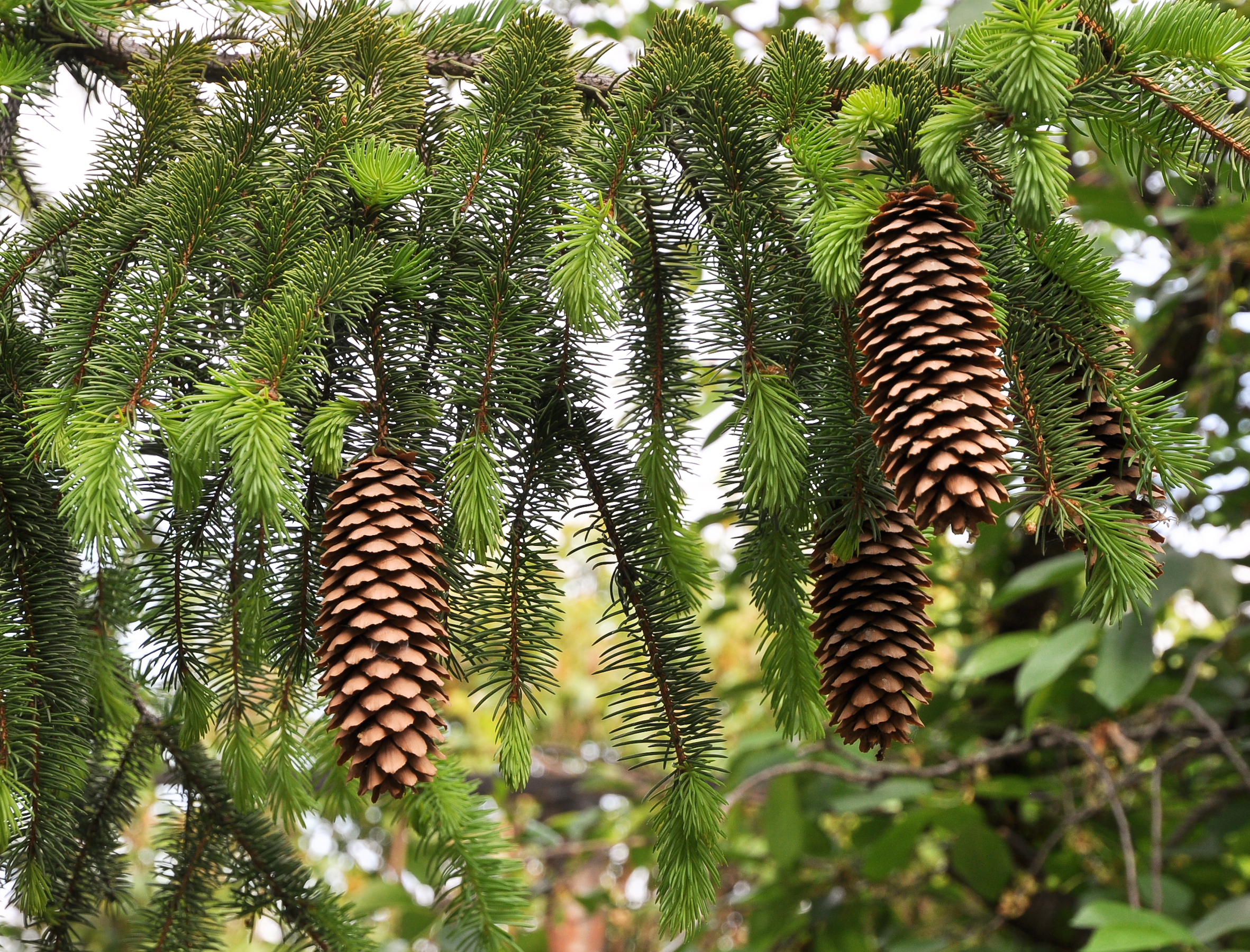
Smrk ztepilý (Picea abies)
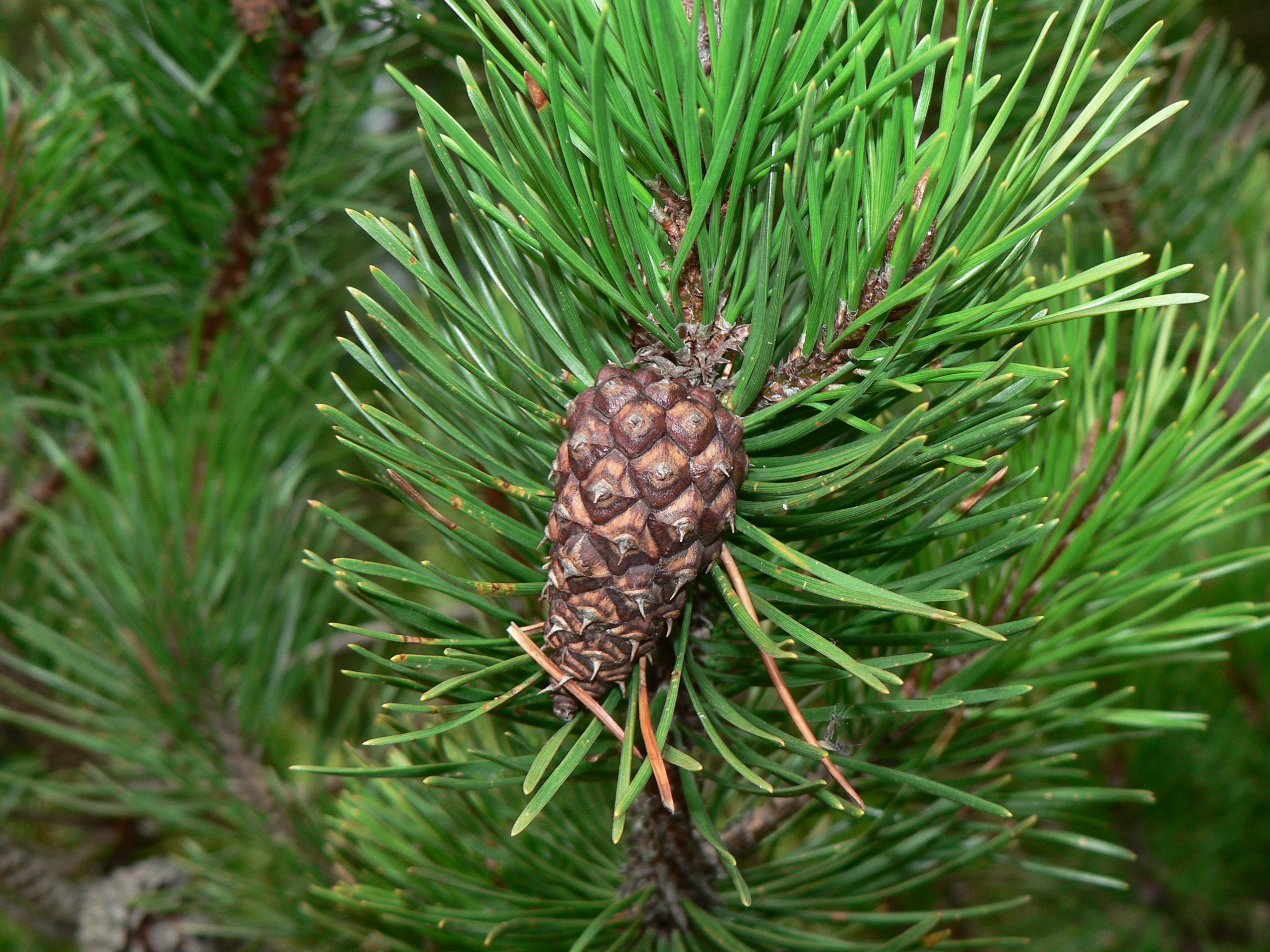
Borovice (Pinus contorta)

## Použití

### Dřevo
Stromy čeledě borovicovité poskytují převážnou většinu světové produkce jehličnatého dřeva. Je především konstrukčním materiálem, využívá se jeho tepelně izolačních vlastností, pevnosti a pružnosti, je prvotní surovinou v papírenství a chemickém průmyslu, v mnoha geografických oblastech napomáhá ve formě paliva k přežití v nepříznivých klimatických podmínkách. Některé druhy, např. Pinus radiata jsou pro rychlou produkci dřeva vysazovány i v Subsaharské Africe, v Jižní Americe, Austrálii a na Novém Zélandu.

### Sadovnické úpravy
Trvalost a pravidelnost tvarů jehličnanů i možnost tvarování některých druhů a odrůd jehličnanů byla důvodem k jejich častému používání v historických a historizujících zahradách s pravidelnou kompozicí (francouzský park). Barevné kultivary stálezelených jehličin patří mezi nejpoužívanější rostliny sadovnické tvorby. Jehličnany jsou však v estetickém účinku tak svérázné, že vyžadují promyšlené umístění. Jejich použitím mohou být vytvořeny jednotvárné, strnulé nebo naopak příliš neklidné skupiny. Některé druhy mají barevné, ale i tak nepříliš nápadné, plody. Mezi nejčastěji sadovnicky využívané druhy patří jedle, smrky a borovice v nesčetných kultivarech, pěstovány bývají často i douglasky, modříny nebo cedry.

### Další využití
Pryskyřice (borovice), balzámy (jedle balzámová) a silice některých borovicovitých nalézají široké uplatnění v chemickém a farmaceutickém průmyslu i v aromaterapii a přírodní medicíně. Semena borovic druhů borovice pinie (Pinus pinea) a borovice limba (Pinus cembra) připomínají vzhledem lískové oříšky a obdobně se sbírají i konzumují. V kulturách slavících vánoční svátky se stálezelení zástupci čeledi hojně využívají jako vánoční stromky, typicky mladé borovice, smrky a jedle, méně často i douglasky.